# Vincenzo Macchi
Vincenzo Macchi (né le 30 août 1770 à Capodimonte, dans l'actuelle région du Latium, alors dans les États pontificaux et mort le 30 septembre 1860 à Rome) est un cardinal italien du XIXe siècle.

## Biographie
En 1818, Vincenzo Macchi est nommé archevêque titulaire de Nisibis (de) et envoyé comme nonce apostolique en Suisse, puis en France en 1819 où il habite au no 15 de la rue du Regard. Il devient membre de la Curie romaine en 1826.
Le pape Léon XII le crée cardinal lors du consistoire du 2 octobre 1826. Lors du conclave de 1830-1831 il est candidat, mais il n'obtient pas assez de support et c'est Grégoire XVI qui devient pape. De 1834 jusqu'à   1840 il est préfet de la Sacrée Congrégation du Concile.
Avec sa nomination de cardinal-évêque d'Ostie en 1847, il devient doyen du Collège des cardinaux primus inter pares. À partir de 1847, le cardinal Macchi est aussi secrétaire de la Congrégation pour la doctrine de la foi et secrétaire des brefs apostoliques à partir de 1854.

## Succession apostolique
Vincenzo Macchi a ordonné les évêques suivants :
- Archevêque Niccola Ferrarelli (de) (1831)
- Évêque Luigi Lastaria (1831)
- Évêque Eleonoro Aronne (de) (1842)
- Cardinal Mario Mattei (1844)
- Cardinal Domenico Carafa della Spina di Traetto (1844)
- Cardinal Enrico Orfei (1848)